# Domniţa Elena
Domniţa Elena, född 1465, död 1505, var dotter till Stefan den store av Valakiet. Hon gifte sig 1482 med Moskvas tronföljare, som dock förgiftades 1490. Hon indrogs då i tronföldjskrisen i Moskva, och fick i den bistånd av sin far.